# 제6회 미국 감독 조합상
제6회 미국 감독 조합상은 1953년 뛰어난 활동을 보인 영화 감독을 기리기 위해 1954년 1월에 열린 시상식이다. Biltmore Bowl에서 개최되었다.

## 수상 및 후보

### 감독상(영화부문)
- 지상에서 영원으로 - 프레드 진네만 수상

### 공로상
- 존 포드 수상